# Domschule Osnabrück
Die Domschule Osnabrück ist eine im Jahre 1891 gegründete Schule, die heute als Oberschule fungiert. Es handelt sich um eine Konkordatsschule unter der freien Trägerschaft des Bistums Osnabrück.
Anfang des Schuljahres 2021/2022 hatte die Schule 911 Schüler, die in 36 Klassen von 85 Lehrern unterrichtet wurden.

## Schulprofil
Die Schule weist als Schule in der Trägerschaft eines katholischen Bistums ein ausgesprochen religiöses Profil auf. So ist der Besuch von Gottesdiensten zu wichtigen Festen des Schul- und des Kirchenjahres sowie Klassengottesdienste, Meditationen, Besinnungs- und Klassenfindungstage vorgesehen. Es wird mit unterschiedlichen Kirchengemeinden zusammengearbeitet. Im sozialen Bereich sind ein sozialer Tag für Indienhilfe, ein soziales Seminar und Projekte mit behinderten Menschen vorgesehen.
Ansonsten wird auf die Durchlässigkeit zwischen Haupt- und Realschulzweig geachtet.

## Geschichte
Am 28. April 1891 wurde ein Schulgebäude am Herrenteichswall als Domschule des Bistums Osnabrück im Range einer Volksschule eröffnet. 1905 wurde ein weiteres Gebäude an der Riedenstraße, dem heutigen E.-M.-Remarque-Ring, in Betrieb genommen, in dem die ehemalige Orientierungsstufe Dom untergebracht ist. Zu Ostern 1908 wurde eine Knabenbürgerschule als Mittelschule im Gebäude am Herrenteichswall eröffnet, 1918 im selben Gebäude auch eine Mädchenbürgerschule. 1927 wurde die Schule in „Wittekind-Mittelschule“ umbenannt.
Am 13. April 1939 wurden die Knaben- und die Mädchenschule in „Deutsche Gemeinschaftsschulen“ (Realschulen) umgewandelt. Bereits im Januar 1945 konnte der Unterricht an der Schule als Gemeinschaftsschule wieder aufgenommen werden. Im Rahmen einer Neuordnung des Domschulzentrums während der Schulreformen in den 1970er Jahren wurde 1975 die Orientierungsstufe Dom am Remarque-Ring eingerichtet.
1977 wurde die Realschule Dom in der Trägerschaft des Bistums wieder gegründet. 1978 zog die Wittekindrealschule in das Schulzentrum Sebastopol. 1981 wurde die Orientierungsstufe organisatorisch von der Realschule getrennt. Zum 1. Januar 1983 gingen die Schulgebäude wieder in das Eigentum des Bistums Osnabrück über. 1983 erfolgte auch die Zusammenlegung der Realschule mit der katholischen Johannishauptschule, die 1986 ihr 975-jähriges Bestehen feiern konnte, zur „Haupt- und Realschule Johannisschule“, zunächst an zwei Standorten. 1999 wurde der Standort der Johannishauptschule aufgegeben und die Schulen zum Schulzentrum Dom zusammengefasst.
Im Schuljahr 2006/2007 sowie 2022 machte die Schule eine Pilgerfahrt in die italienische Hauptstadt (Rom)
(2006/2007 Unter dem Motto „vom kleinen Dom zum großen Dom“).